# Jörg Breu den äldre

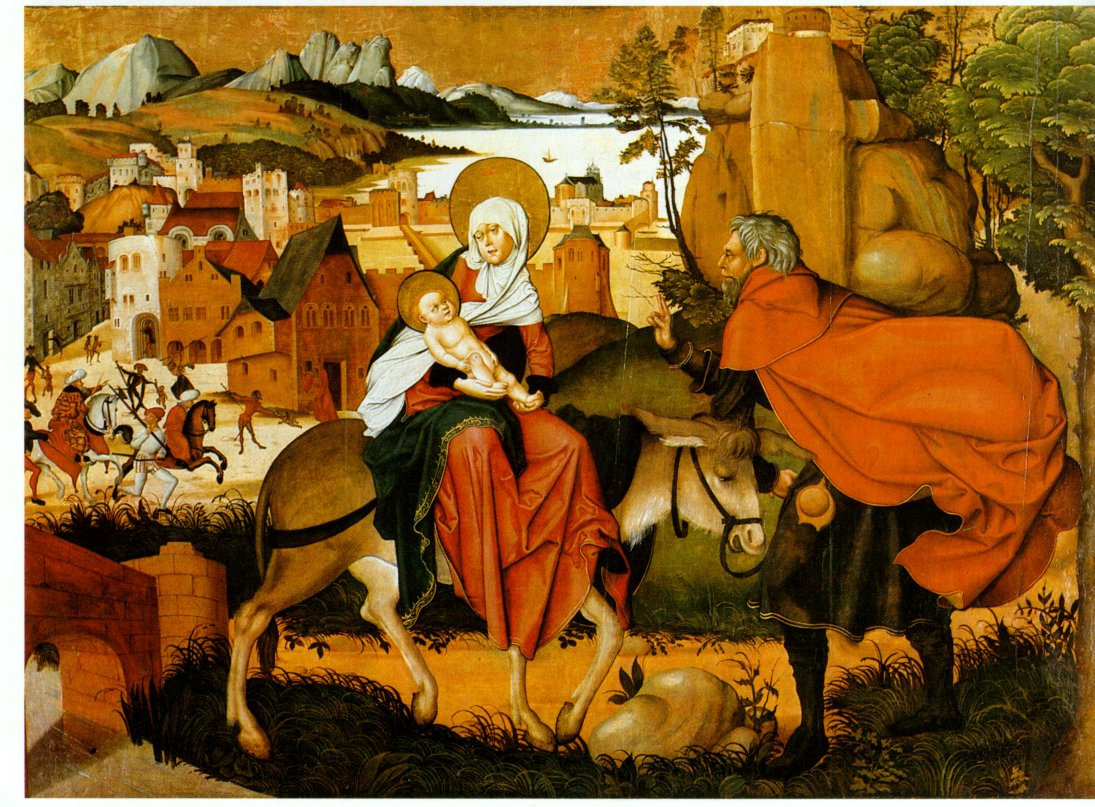
Breus Flucht nach Ägypten, 1501.

Jörg Breu, född omkring 1480, död 1537, var en tysk konstnär.
Breu verkade i Augsburg som en framstående målare och tecknare men utförde även träsnitt. Som målare slöt han sig till Hans Burgkmairs stil. Bland hans främsta målningar märks Madonna med helgon. Han utförde även kompositioner till glasfönster.
År 1534 övertog sonen Jörg Breu den yngre (omkring 1510–1547) hans verkstad i Augsburg.